# Too Rough
Too Rough ist ein Kurzfilm von Sean Lìonadh, der im Januar 2022 beim Flickerfest International Short Film Festival seine Premiere feierte. Der Regisseur verarbeitete in dem 15-minütigen Film eine Erfahrung aus seiner eigenen Jugend.

## Handlung
Der Teenager Nick ist schwul und lebt noch bei seinen Eltern. Als er nach einer durchzechten Nacht bei sich zuhause neben seinem Freund Charlie erwacht, reagiert Nick fast hysterisch. Er versucht nicht nur Charlie vor seinen homophoben Eltern zu verstecken, die bereits auf den Beinen sind, sondern will auch vermeiden, dass sein Freund sieht, wie seine Familie in Wirklichkeit ist.

## Produktion
Regie führte der in Glasgow geborene Filmemacher und Musiker Sean Lìonadh, der auch das Drehbuch schrieb. Es handelt sich nach Silence  und Time for Love um seinen dritten Kurzfilm. In Time for Love spielte er selbst einen schwuler Mann, dem es nicht leicht fällt, seinem Freund zum Abschied in aller Öffentlichkeit einen Kuss zu geben. Bei Too Rough verarbeitete er eine Erfahrung aus seiner eigenen Jugend. „Ich musste einmal einen Freund aus meinem Schlafzimmer schmuggeln, und im Nachhinein war das eine ziemliche Farce. Wir rannten wie in einer Komödie die Treppen hoch und runter, weil wir immer wieder fast erwischt wurden“, so Lìonadh. Er verlegte für seinen Film das  Szenario in ein Schlafzimmer.
Ruaridh Mollica und Joshua Griffin spielen in den Hauptrollen Nick und Charlie.  Mollica stammt aus Edinburgh. In weiteren Rollen sind Neshla Caplan, Tomas Palmer und Jane McCarry zu sehen.
Als Kameramann fungierte Andrew O’Connor. Da der Regisseur den Film Ida von Paweł Pawlikowski sehr schätzte, entschieden sie sich für das 4:3-Academy-Format. Lìonadh wollte damit die klaustrophobische Situation unterstreichen, in der sich Nick, gemeinsam mit seinem Freund gefangen in seinem Elternhaus, wiederfindet.
Die Premiere des Films erfolgte am 25. Januar 2022 beim Flickerfest International Short Film Festival. Im März 2022 wurde er beim South by Southwest Film Festival und beim London LGBTQ+ Film Festival gezeigt und im Juli 2022 beim Galway Film Fleadh. Im Oktober, November 2022 sind Vorstellungen beim Edinburgh Short Film Festival geplant.

## Rezeption

### Kritiken
Jamie Dunn von The Skinny schreibt, die Ästhetik von Too Rough erinnere an Andrew Haighs Arbeit, insbesondere an dessen meisterhaften Film Weekend. Die intime Handkameraführung erinnere jedoch auch an Filmemacherinnen wie Lynne Ramsay und Andrea Arnold.

### Auszeichnungen
Der Film befindet sich in einer Longlist der besten britischen Kurzfilme für die Verleihung der British Independent Film Awards. Im Folgenden weitere Auszeichnungen und Nominierungen.
BAFTA Scotland Awards 2022
- Auszeichnung als Bester Kurzfilm (Sean Lìonadh, Alfredo Covelli und Ross McKenzie)[10]

British Independent Film Awards 2022
- Auszeichnung als Bester Britischer Kurzfilm (Sean Lìonadh, Ross McKenzie und Alfredo Covelli)[11]

Galway Film Fleadh 2022
- Auszeichnung als Best International Fiction Short[12]

Glasgow Short Film Festival 2022
- Auszeichnung mit dem Publikumspreis im Scottish Short Film Competition (Sean Lìonadh)
- Lobende Erwähnung im Scottish Short Film Competition (Sean Lìonadh)[13][1]

Provincetown International Film Festival 2022
- Auszeichnung als Best Queer Short[14]

South by Southwest Film Festival 2022
- Nominierung für den Grand Jury Award – Narrative Short (Sean Lìonadh)[15]